# Olga Poetsjkova
Olga Aleksejevna Poetsjkova (Russisch: Ольга Алексеевна Пучкова) (Moskou, 27 september 1987) is een professioneel tennisspeelster uit Rusland. Zij begon met tennis toen zij acht jaar oud was. Zij heeft geen specifiek favoriete ondergrond. Zij speelt rechtshandig en heeft een tweehandige backhand.  Als junior speelde zij voor Wit-Rusland. Zij was actief in het proftennis van 2002 tot 2018.

## Loopbaan
Poetsjkova brak door in 2006, het jaar waarin zij debuteerde in de WTA-tour en op het grandslamtoernooi US Open. Zij bereikte dat jaar twee WTA Tier III-finales: in Calcutta en Québec. Die finales verloor zij van respectievelijk de Zwitserse Martina Hingis en de Française Marion Bartoli. In datzelfde jaar won zij wel drie ITF-titels. Het duurde tot 2013 tot Poetsjkova nogmaals een WTA-finale bereikte: in Florianópolis, waar zij in de halve finale won van de Amerikaanse Venus Williams – de eindstrijd verloor zij van de Roemeense Monica Niculescu. In totaal won zij geen WTA-finales, maar wel zeven ITF-titels. Haar beste resultaat op de grandslamtoernooien is het bereiken van de derde ronde, op het US Open 2012, waar zij in de tweede ronde Kiki Bertens versloeg. Haar hoogste positie op de WTA-ranglijst is de 32e plaats, die zij bereikte in juni 2007.
Met dubbelspel heeft Poetsjkova zich nauwelijks beziggehouden.

## Posities op deWTA-ranglijst
Positie per einde seizoen:
| jaar | rang enkelspel | rang dubbelspel |
| ---- | -------------- | --------------- |
| 2002 | 748            | –               |
| 2003 | 465            | 738             |
| 2004 | 273            | 515             |
| 2005 | 197            | –               |
| 2006 | 38             | –               |
| 2007 | 86             | 489             |
| 2008 | 159            | 764             |
| 2009 | 243            | –               |
| 2010 | 338            | 982             |
| 2011 | 220            | 761             |
| 2012 | 103            | 268             |
| 2013 | 133            | 1211            |
| 2014 | 678            | 1107            |
| 2015 | 498            | 672             |
| 2016 | 631            | 701             |
| 2017 | 565            | 672             |

## Palmares
| Legenda                | Legenda                  |
| ---------------------- | ------------------------ |
| Grandslamtoernooi      |                          |
| Olympische Spelen      |                          |
| Year-End Championships |                          |
| tot 2009               | 2009 – 2020 / vanaf 2021 |
| Tier I                 | Premier Mandatory        |
| Tier II                | Premier Five / WTA 1000  |
| Tier III               | Premier / WTA 500        |
| Tier IV & V            | International / WTA 250  |
|                        | Challenger / WTA 125     |

### WTA-finaleplaatsen enkelspel
| nr.              | finale     | toernooi          | ondergrond    | tegenstandster   | score         |         |
| ---------------- | ---------- | ----------------- | ------------- | ---------------- | ------------- | ------- |
| gewonnen finales |            |                   |               |                  |               |         |
| geen             |            |                   |               |                  |               |         |
| verloren finales |            |                   |               |                  |               |         |
| 1.               | 2006-09-24 | WTA Calcutta      | hardcourt (i) | Martina Hingis   | 0-6, 4-6      | details |
| 2.               | 2006-11-05 | WTA Québec        | tapijt (i)    | Marion Bartoli   | 0-6, 0-6      | details |
| 3.               | 2013-03-02 | WTA Florianópolis | hardcourt     | Monica Niculescu | 2-6, 6-4, 4-6 | details |

### Gewonnen ITF-toernooien enkelspel
| nr. | finale     | toernooi     | dotatie  | ondergrond | tegenstandster in finale | score         |
| --- | ---------- | ------------ | -------- | ---------- | ------------------------ | ------------- |
| 1.  | 2003-07-20 | Baltimore    | $ 10.000 | hardcourt  | Jewel Peterson           | 6-2, 6-4      |
| 2.  | 2004-07-11 | College Park | $ 25.000 | hardcourt  | Rossana de los Ríos      | 7-5, 4-6, 6-2 |
| 3.  | 2006-04-02 | Hammond      | $ 25.000 | hardcourt  | Andrea Hlaváčková        | 6-3, 6-4      |
| 4.  | 2006-07-16 | Felixstowe   | $ 25.000 | gras       | Trudi Musgrave           | 6-2, 6-1      |
| 5.  | 2006-08-20 | The Bronx    | $ 50.000 | hardcourt  | Tatjana Poetsjek         | 6-3, 6-1      |
| 6.  | 2011-04-30 | Minsk        | $ 25.000 | hardcourt  | Nadija Kitsjenok         | 6-2, 7-5      |
| 7.  | 2012-04-21 | Namangan     | $ 25.000 | hardcourt  | Donna Vekić              | 3-6, 6-3, 6-2 |

## Resultaten grandslamtoernooien
| Legenda | Legenda                          |
| ------- | -------------------------------- |
| g.t.    | geen toernooi gehouden           |
| l.c.    | lagere categorie                 |
| –       | niet deelgenomen                 |
| G       | uitgeschakeld in de groepsfase   |
| 1R      | uitgeschakeld in de eerste ronde |
| 2R      | uitgeschakeld in de tweede ronde |
| 3R      | uitgeschakeld in de derde ronde  |
| 4R      | uitgeschakeld in de vierde ronde |
| KF      | uitgeschakeld in de kwartfinale  |
| HF      | uitgeschakeld in de halve finale |
| F       | de finale verloren               |
| W       | het toernooi gewonnen            |
| w-v     | winst/verlies-balans             |

### Enkelspel
| toernooi        | 2006 | 2007 | 2008 |    | 2012 | 2013 |
| --------------- | ---- | ---- | ---- | -- | ---- | ---- |
| Australian Open | –    | 2R   | 2R   | –  | 1R   |      |
| Roland Garros   | –    | 2R   | –    | –  | 1R   |      |
| Wimbledon       | –    | 1R   | –    | –  | 2R   |      |
| US Open         | 1R   | 1R   | –    | 3R | 1R   |      |

### Vrouwendubbelspel
| toernooi        | 2007 | 2008 |
| --------------- | ---- | ---- |
| Australian Open | 1R   | 1R   |
| Roland Garros   | 1R   | –    |
| Wimbledon       | 1R   | –    |
| US Open         | 1R   | –    |